# Jugoton
Jugoton — крупнейшая фирма звукозаписи и сеть музыкальных магазинов в бывшей Югославии. Базировалась в Загребе, в Хорватии. После распада Югославии лейбл продолжил свою деятельность под названием Croatia Records.

## История

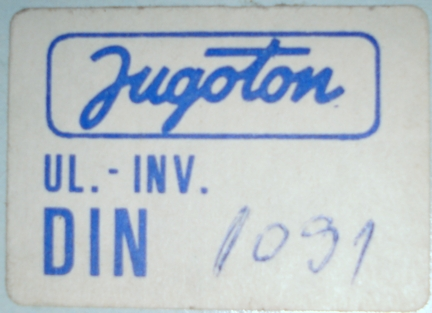
Ценник с логотипом Jugoton

Фирма Jugoton была основана 10 июля 1947 года на территории национализированного загребского завода Elektroton. Первую граммофонную пластинку под номером J-1001 выпустила в этом же году — записи двух народных песен в исполнении Zagreb Male Quintet: на первой стороне — Ti tvoji zubići, на второй — Jedan mali brodić. Jugoton тогда производила и галантерею, и косметические принадлежности. Первым официальным названием фирмы (ещё до национализации) было «Фабрика граммофонных пластинок и приборов, и галантереи из пластика». За первые годы существования фирма напечатала около 33 тысяч граммофонных пластинок. С 1956 года фирма перешла на выпуск 25-сантиметровых виниловых пластинок. Первые из них — с записями народных песен и одна сольная — Pjeva vam Ivo Robić.
В 1957 году фирма начала издавать синглы — виниловые пластинки со скоростью воспроизведения 45 оборотов в минуту, и долгоиграющие пластинки со скоростью воспроизведения 33 оборота в минуту. В 1958 году была выпущена первая пластинка со стереозвуком — Tam kjer murke cveto в исполнении Kvintet Arsenik.
В конце 1959 года на просторах Югославии у Jugoton появился первый конкурент — белградская фирма PGP RTB (позднее она была переименована в PGP-RTS). Чуть позже появились Suzy из Загреба, Diskoton из Сараева, ZKP RTLJ из Любляны.
Со временем Jugoton стала заключать соглашения с крупнейшими звукозаписывающими компаниями мира — RCA, Polydor, Decca, EMI, Мелодия и другими. По лицензии на загребской фабрике печатались пластинки Рика Эстли, The Beatles, Дэвида Боуи, Кейт Буш, Deep Purple, Eurythmics, Iron Maiden, Kraftwerk, Джона Леннона, Мадонны, Гэри Мура, Mötley Crüe, Элвиса Пресли, Pink Floyd, Public Image Limited, Queen, The Rolling Stones, U2, Whitesnake, Ким Уайлд, Юрия Антонова и многих других певцов и групп.
Но прежде всего фирма Jugoton известна по выпуску альбомов музыкантов и групп бывшей Югославии. Это и эстрада — Джордже Марьянович, Здравко Чолич, Джордже Балашевич, Гоце Николовский, Ибрица Юсич; и рок-музыка — Pekinška patka, Bijelo Dugme, Azra, Prljavo kazalište, Električni Orgazam, Šarlo Akrobata, Idoli, Haustor, Plavi orkestar; и музыка других направлений, в том числе народная.

## Croatia Records
В 1990 году фирма Jugoton была приватизирована. Начался распад Югославии, поэтому новый председатель совета директоров, хорватский композитор Джордже Новкович, переименовал фирму в Croatia Records. С этого момента фирма стала специализироваться на издании альбомов преимущественно хорватских музыкантов.
В архивах Croatia Records насчитывается около 70 тысяч записей песен музыкантов и групп бывшей Югославии.

## Югоностальгия
Jugoton бесспорно является важной частью культуры бывшей Югославии и одним из элементов югоностальгии.
Многие интернет-радиостанции, работающие для выходцев из бывшей Югославии называются Jugoton. На них передаются песни не только бывшей Югославии, но и стран, образовавшихся после распада СФРЮ. Однако имена исполнителей этих песен далеко не всегда совпадают с теми, чьи записи действительно издавались фирмой Jugoton.